# Company of Heroes
Company of Heroes je strateška računalna igra koju je razvio Relic Entertainment na platformi Microsoft Windowsa, koja je objavljena preko THQ-a. Videoigra je u Sjevernoj Americi objavljena 12. rujna, a u Europi 29. rujna 2006. godine. Prvi nastavak Company of Heroes: Opposing Fronts je objavljen 25. rujna 2007. godine, a drugi Company of Heroes: Tales of Valor u travnju 2009. godine. Verzija Company of Heroes Online je objavljena 2010. godine. Sljedeće godine 31. ožujka Relic Entertainment je prekinuo internetsku verziju zbog novog RTS projekta.
Radnja igre je smještena tijekom Drugog svjetskog rata. Igrač preuzima kontrolu nad dvije vojske, vojska Sjedinjenih Američkih Država i Wehrmacht. Obje vojske obilježava drugačiji način igranja, na primjer proširenje baze, mehanizacija i ljudstvo. U odnosu na druge igre koje imaju radnju smještenu za vrijeme Drugog svjetskog rata, Company of Heroes se ističe u izgradnji baze, mehanizacije i prikupljanju resursa. U kampanji se radnja odvija na Normandiji za vrijeme operacije Overlord. Za vrijeme igre, igrač upravlja s Able Company koja je dio 29. pješaćke divizije ili Fox Company koja je dio 101. padobranske divizije SAD-a.
Nakon premijere igra je dobila širok spektar kritika. Na pregledniku GameRankings igra je dobila prosječnu ocjenu 94% koja se temelji na 61 recenziji. Pohvalili su igru, priču i spektakularnu audiovizualnost. Na internetskoj stranici Metacritic igra je dobila ocjenu 93 od 100, na temelju 55 recenzija, te puno pohvala. Company of Heroes je proglašena kao najbolja videoigra 2006. godine.

## Vanjske poveznice
- Službena stranica
- Company of Heroes  Arhivirana inačica izvorne stranice od 10. listopada 2011. (Wayback Machine) na Relic Entertainment
- Company of Heroes  Arhivirana inačica izvorne stranice od 2. listopada 2011. (Wayback Machine) na THQ
- Company of Heroes na GameSpot
- Company of Heroes  Arhivirana inačica izvorne stranice od 3. rujna 2011. (Wayback Machine) na IGN